# 塞莱纳 (俄亥俄州)
塞莱纳（Celina）是美国俄亥俄州默瑟县一个城市，是默瑟县的县城，2010年人口普查人口为10400人。 塞莱纳位于圣玛丽大湖的西部湖岸。

## 历史
詹姆斯·沃森·莱利于1834年建立了塞莱纳。该定居点以纽约萨利纳（Salina）命名。